# 洛克希電影宇宙
洛克希電影宇宙（英語：Lokesh Cinematic Universe，簡稱LCU），也稱為洛基電影宇宙（英語：Loki Cinematic Universe）或洛基宇宙（英語：Lokiverse），是由洛克希·卡納賈拉吉創作的印度跨媒體製作兼泰米爾語動作驚悚共同世界；至今已是票房最高的泰米爾電影系列。
該宇宙的故事圍繞於印度南部的執法者和義警上，他們與強大的犯罪頭目領導的危險販毒集團交戰，發生了一場複雜的衝突。首部作品為《機關槍囚徒》（2019年），之後相繼推出了《考萊塢之硬漢任務》（2022年）和《啡常火拼》（2023年）。

## 發展
「洛克希電影宇宙」（Lokesh Cinematic Universe，簡稱LCU）一名由粉絲創造，但在系列第二部《考萊塢之硬漢任務》（2022年）上映後，此名稱被編導洛克希·卡納賈拉吉採納，作為該宇宙的正式名稱。該系列的其他名稱包括洛基電影宇宙（Loki Cinematic Universe）或洛基宇宙（Lokiverse），「洛基」取自洛克希的暱稱。
洛克希在完成長片處女作《神鬼大都會》（2017年）後，希望打造世界觀共享的電影宇宙，認為這類電影具有持久的吸引力。在《機關槍囚徒》（2019年）的製作過程中，他構思並嘗試了這個想法，在片中安排了多個開放式情節。2023年8月，洛克希與夢戰士影業和拉吉·卡茂爾國際電影公司合作，得以利用這些製片公司擁有的財產，在《考萊塢之硬漢任務》中進一步發展了這個概念。隨著《考萊塢之硬漢任務》和《啡常火拼》（2023年）取得成功，洛克希宣布了在該電影宇宙中開展其他項目的計劃，其中包括前三部電影的續集。
一部詳細介紹LCU起源的10分鐘短片《機關槍囚徒》續集開始製作之前發表。

## 電影
| 電影                 | 上映日期       | 導演              | 編劇                                              | 監製                                                | 狀態   |
| -------------------- | -------------- | ----------------- | ------------------------------------------------- | --------------------------------------------------- | ------ |
| 《機關槍囚徒》       | 2019年10月25日 | 洛克希·卡納賈拉吉 | 洛克希·卡納賈拉吉和龐·帕蒂班（Pon Parthiban）                  | S·R·普拉卡什巴布（S. R. Prakashbabu）、S·R·普拉布和蒂魯普·維韋克（Thiruppur Vivek） | 已上映 |
| 《考萊塢之硬漢任務》 | 2022年6月3日   | 洛克希·卡納賈拉吉 | 洛克希·卡納賈拉吉和拉塔納·庫馬爾                  | 卡茂爾·哈桑和R·馬亨德蘭（R. Mahendran）                         | 已上映 |
| 《啡常火拼》         | 2023年10月19日 | 洛克希·卡納賈拉吉 | 洛克希·卡納賈拉吉、拉塔納·庫馬爾和迪拉吉·維迪（Deeraj Vaidy） | S·S·拉利特·庫馬爾（S. S. Lalit Kumar）和賈加迪什·帕拉尼薩米（Jagadish Palanisamy）      | 已上映 |

### 《機關槍囚徒》（2019）
貝喬伊督察（Inspector Bejoy）與部下在蒂魯吉拉伯利查獲屬於毒販阿達伊（Adaikalam）和飾演安布（Anbu）的900公斤古柯鹼後，一名腐敗警察在一次聚會上向幾名警察投毒，以協助阿達伊的幫派追回贓物並殺死涉案警察。貝喬伊威脅將被釋放的前科犯迪利（Dilli）協助自己，否則將阻止對方首次會見其10歲女兒。他們一起執行一項任務，將中毒的警察運送到醫院，並阻止安布的團夥獲得查獲的毒品。一路上充滿了危險，他們得不斷躲避幫派成員的追捕，腐敗的緝毒官員史蒂芬·拉傑（Stephen Raj）則私下協助幫派；另一方面，安布圍攻一間警局，企圖奪回毒品並釋放阿達伊的手下。

### 《考萊塢之硬漢任務》（2022）
黑色行動小隊探員阿瑪（Amar）被指派調查蒙面義警團所犯下的一系列謀殺案。他們的受害者包括來自禁毒部門的高級官員，如史蒂芬·拉傑、普拉班詹，以及普拉班詹看似無害的養父卡南。隨著阿瑪深入調查案件，錯綜複雜的線索將他引向謀殺案的幕後主謀：金奈大毒梟桑達南（Sandhanam）。令人驚訝的是，卡南實際上還活著，且是前黑色行動指揮官維克拉姆，現領導著包括貝喬伊在內的義警小組。維克拉姆、阿瑪和貝喬伊齊心協力，意圖扳倒桑達南強大的販毒集團。

### 《啡常火拼》（2023）
帕蒂班（Parthiban）是泰奥格的一家咖啡館老闆兼動物救援者，在自己咖啡館制伏了一群劫匪後成為當地英雄。他的名聲引起了黑幫老大安東尼（Antony）和哈羅德·達斯（Harold Das）的注意，被懷疑是安東尼關係疏遠的兒子利奧·達斯（Leo Das）。利奧在過去與父親和叔叔反目成仇，並摧毀了自家毒品工廠，但自己也遭槍擊，最終被外界視為已死。帕蒂班否認與他們有任何聯繫，但達斯兄弟仍繼續侵擾帕蒂班一家，導致帕蒂班為保護心愛的家人，決定挺身而出與對方做出了斷。

### 未來

#### 《賓士》（TBA）
洛克希電影宇宙的第四部電影，也是第一部非洛克希執導的作品。

#### 《機關槍囚徒2》（TBA）
《機關槍囚徒》的續集。

#### 《考萊塢之硬漢任務2》（TBA）
《考萊塢之硬漢任務》的續集。

#### 《啡常火拼2》（TBA）
《啡常火拼》的續集。洛克希在完成《往蚀》及《機關槍囚徒2》後投入製作。

#### 勞力士衍生電影（TBA）
《考萊塢之硬漢任務》角色勞力士（Rolex）的衍生電影。

#### 《LCU：第零章》（TBA）
描述《機關槍囚徒》之前的洛克希電影宇宙故事的短片。

## 常駐演員及角色
僅列出已出場或未來確認出場複數次的演員及角色。
- C表示客串角色。
- V表示僅配音出場的角色。
- Y表示該角色的年輕版本。

| 角色                     | 電影                      | 電影                            | 電影                    |
| 角色                     | 《機關槍囚徒》 （2019年） | 《考萊塢之硬漢任務》 （2022年） | 《啡常火拼》 （2023年） |
| 《機關槍囚徒》引入       | 《機關槍囚徒》引入        | 《機關槍囚徒》引入              | 《機關槍囚徒》引入      |
| ------------------------ | ------------------------- | ------------------------------- | ----------------------- |
| 迪利（）                 | 卡錫                      | 卡錫V                           | 提及                    |
| 安布·達斯（Anbu Das）            | 阿俊·達斯                 | 阿俊·達斯C                      |                         |
| 貝喬伊督察（Inspector Bejoy）           | 納拉因                    | 納拉因                          |                         |
| 史蒂芬·拉傑（Stephen Raj）          | 哈瑞希·普拉狄             | 哈瑞希·普拉狄                   |                         |
| 阿達伊（Adaikalam）               | 哈里許·烏斯曼             | 哈里許·烏斯曼C                  |                         |
| 卡馬齊（Kaamaatchi）               | 迪納                      | 迪納C                           |                         |
| 阿慕達（Amudha）               | 貝比·莫妮卡（Baby Monica）           | 貝比·莫妮卡C                    |                         |
| 拿破崙（Napoleon）               | 喬治·馬里安               |                                 | 喬治·馬里安             |
| 卡南／維克拉姆（Karnan / Vikram）       | 提及                      | 卡茂爾·哈桑                     | 卡茂爾·哈桑V            |
| 《考萊塢之硬漢任務》引入 |                           |                                 |                         |
| 掩護者                   |                           | 瑪雅·S·克里希南                 | 瑪雅·S·克里希南C        |
| 《啡常火拼》引入         |                           |                                 |                         |
| 帕蒂班／利奧·達斯（Parthiban / Leo Das）    |                           |                                 | 維杰                    |

## 備註
1. ↑  普拉班詹的謀殺案與《機關槍囚徒》的蒂魯吉拉伯利緝毒行動發生在同一天晚上。
2. ↑  在《啡常火拼》中，帕蒂班在與派蒂班的互動中提到了迪利。
3. ↑  在《機關槍囚徒》中，貝喬伊督察向線人阿賈茲·艾哈邁德問及是否有關「鬼魂」的消息。在《考萊塢之硬漢任務》中証實，鬼魂意指維克拉姆。

## 外部連結
- 互联网电影数据库（IMDb）上《機關槍囚徒》的资料（英文）
- 互联网电影数据库（IMDb）上《考萊塢之硬漢任務》的资料（英文）
- 互联网电影数据库（IMDb）上《啡常火拼》的资料（英文）